# 아치 구름

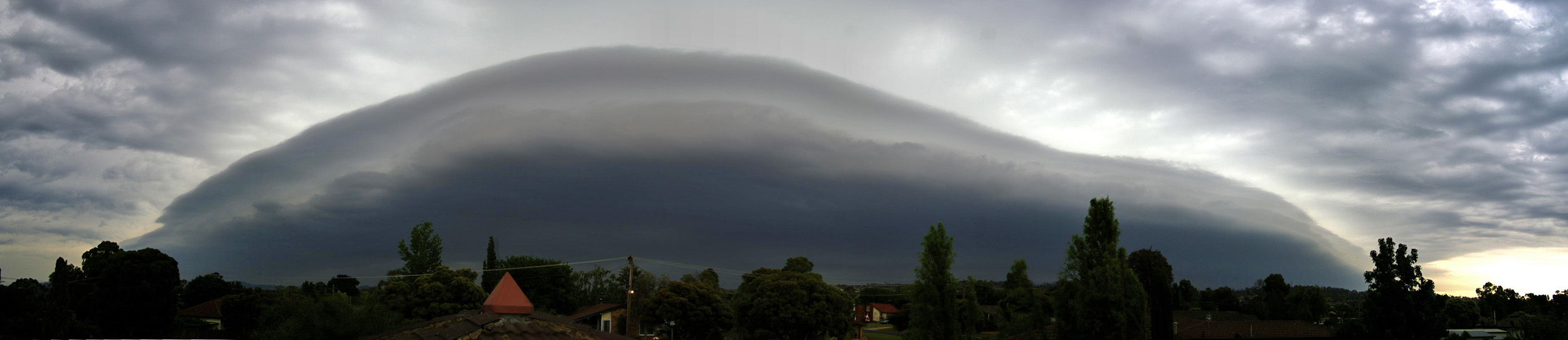
선반 구름

선반 구름

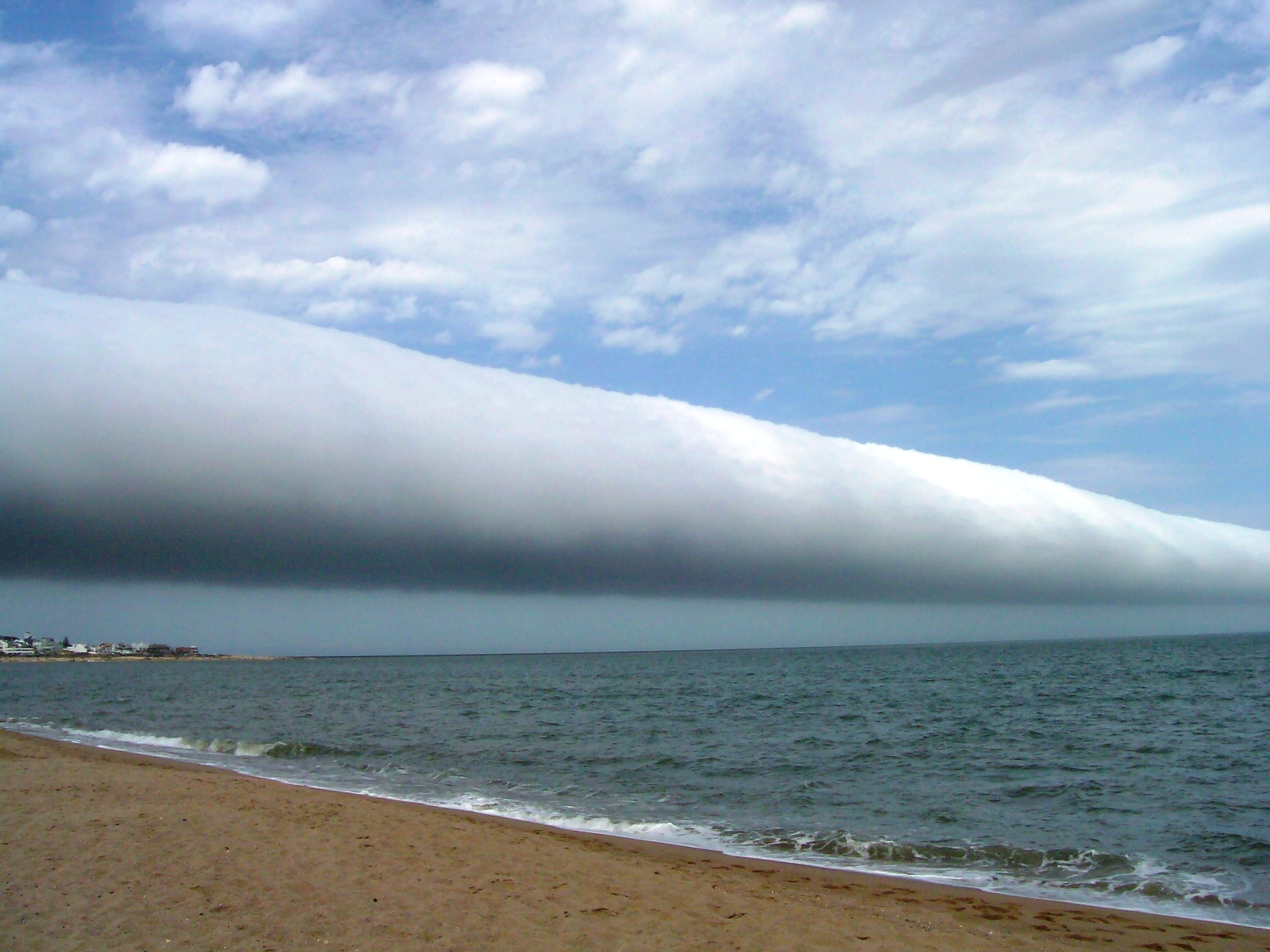
두루마리 구름

아치 구름은 높이가 낮고 수평으로 이루어진 구름 형태로, 보통 적란운의 보조운으로 등장한다. 두루마리 구름(roll cloud)과 선반 구름(shelf cloud)이 아치 구름의 두 주요 형태에 속한다. 두루마리 구름은 뇌우가 없는 상황에서도 얕고 차가운 해륙풍 경계와 한랭전선 기류를 형성하면서 발생할 수 있다.

## 같이 보기
- 국제구름도감
- 세계기상기구